# Izraelská filharmonie

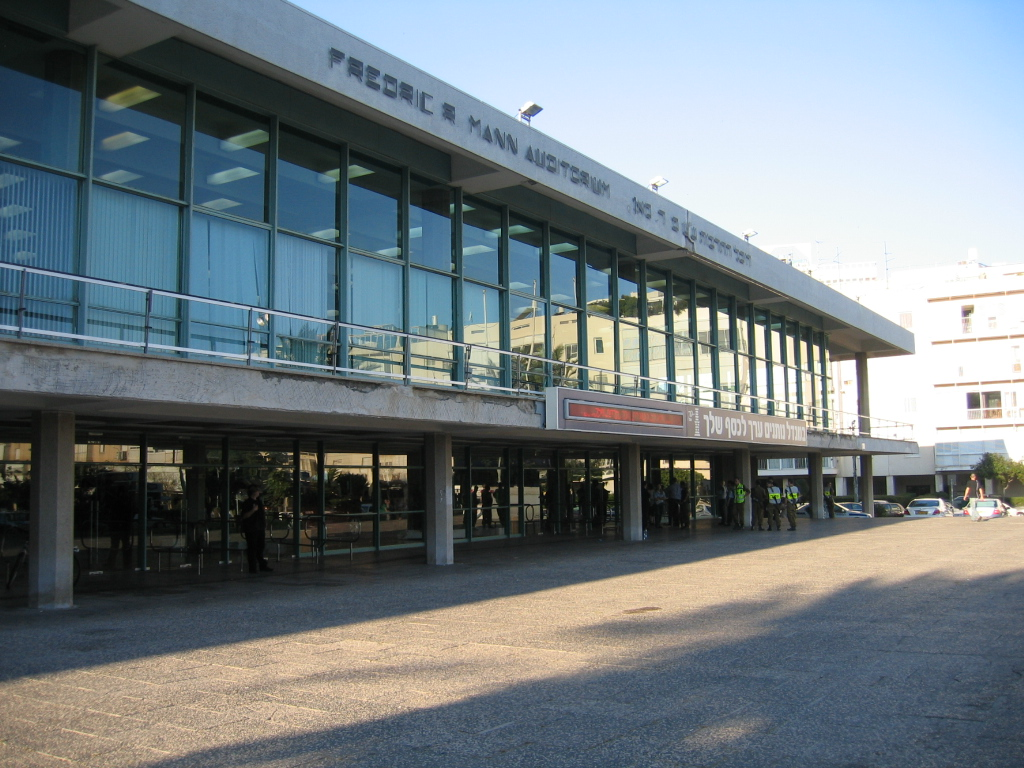
Koncertní síň Frederica R. Manna (Heichal Hatarbut), domov Izraelské filharmonie

Izraelská filharmonie (hebrejsky: התזמורת הפילהרמונית הישראלית, ha-Tizmoret ha-filharmonit ha-jisra'elit; anglicky: Israel Philharmonic Orchestra, IPO) je hlavní izraelské symfonické těleso. Původně známá pod názvem Palestinský symfonický orchestr, byla Izraelská filharmonie založena roku 1936 Bronislawem Hubermanem. Po vyhlášení nezávislosti Státu Izrael přijal orchestr nový název. Její zahajující koncert se uskutečnil 26. prosince 1936 v Tel Avivu a dirigoval jej Arturo Toscanini.
Jedním z prvních spolupracujících dirigentů byl Leonard Bernstein. Od roku 1969 s filharmonií spolupracoval Zubin Mehta, který byl v letech 1977–2019 jejím šéfdirigentem a hudebním ředitelem. Se souborem odehrál více než tři tisíce koncertů. V roce 2020 jej vystřídal Lahav Šani.